# Moneda de 1 centavo de peso venezolano de 1862
La moneda de un centavo de Peso de 1862 de la República de Venezuela forma parte de un grupo de monedas conocidas como centavo negro o centavos monagueros, esta última denominación es debida a que entraron en circulación durante los gobiernos de los presidentes José Tadeo Monagas y José Gregorio Monagas, las primeras piezas fueron acuñadas 1843 por valores de 1/2 centavo, 1/4 de centavo y 1 centavo, a consecuencia de la Ley de Moneda 23 de marzo de 1857; posteriores acuñaciones fueron realizadas en los años 1852 por valores de 1 centavo, 1/4 de centavo y 1/2 centavo y 1858, 1862 y 1863 por los valores de 1 centavo

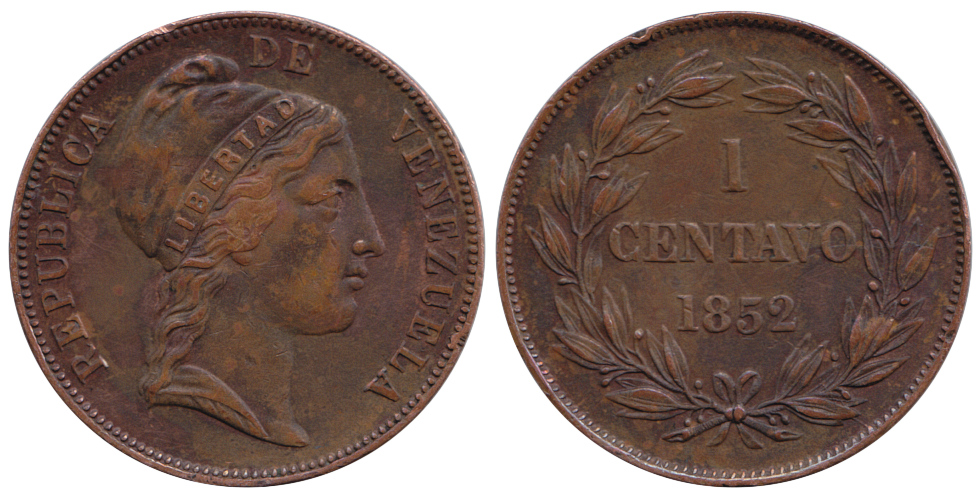
La moneda de 1 centavo de 1852 se distingue por su imagen en el anverso, gran diámetro (30,2 mm) y peso (10,94 g).

## Descripción de la moneda
- Caracterizadas generales: forma circular, presentando un canto con líneas oblicuas continuas.
- Anverso: presenta un ribete circular, con gráfila perlad, en el centro, presenta efigie de La Libertad mirando hacia la derecha, circulada por "REPÚBLICA DE VENEZUELA". Debajo de la efigie bordeando la base de la misma se lee Heaton quien es el grabador[7]
- Reverso presentando un ribete circular, con gráfila perlada. En el centro, "1 CENTAVO" y el año (1862), dentro de una orla de laurel[7]
- Cuño: La moneda fue acuñada por Birmingham Mint, Ltd. El número de ejemplares de la acuñación se desconoce pero algunos autores señalan como número estimado 1500000 ejemplares[7]

### Medidas y característica
- Material: Cobre.
- Diámetro: 25,0000 mm
- Peso aproximado: 7,5000 gramos
- Canto: Con líneas oblicuas continuas.

## Sobre la imagen efigie de la Libertad
La efigie de la Libertad es un legado de la Revolución Francesa, se utilizó para oponerla a la figura de los Reyes que aparecían en las monedas españolas y fue adoptada por todas las nacientes repúblicas latinoamericanas independizadas del imperio español. 
Las primeras monedas acuñadas en cobre, tienen impreso el año 1843, de perfil la efigie de la Libertad, con un gorro frigio y está mirando hacia la derecha, similar a las acuñadas también en cobre en el período 1852-1863